# POSIX
A "Portable Operating System Interface for uniX" vagy röviden POSIX kollektív neve azon szabványok családjának, melyeket az IEEE a Unix operációs rendszerek APIjának meghatározásaként definiált. Formális neve IEEE 1003, hivatalos megnevezése: ISO/IEC 9945. A projekt körülbelül 1985-ben jelent meg. A POSIX kifejezést Richard M. Stallman javasolta, az IEEE azon kérésére, hogy érthetőbb nevet adjon a szabványnak, a korábban használt IEEE-IX helyett.

## Verziók
POSIX-nak számos "frissítése" létezik:
- POSIX.1, Alapvető szolgáltatások (a Standard ANSI C-vel összeolvasztva)
  - Folyamatok létrehozása és irányítása
  - Szignálok
  - Lebegőpontos kivételek
  - Felosztás megszegései
  - Illegális utasítások
  - Busz hibák
  - Időzítők
  - Fájl- és könyvtárműveletek
  - Csövek
  - C függvénykönyvtár (Standard C)
  - I/O portok csatlakozási felülete és irányítása
- POSIX.1b, Valós idejű bővítések
  - Prioritásos ütemezés
  - Valós idejű szignálok
  - Órák és időzítők
  - Szemaforok
  - Üzenetek áthaladása
  - Megosztott memória
  - Aszinkron és szinkron I/O
  - Memória védelem
- POSIX.1c, Szálak bővítése
  - Szálak létrehozása, irányítása és felszámolása
  - Szálak ütemezése
  - Szálak szinkronizálása
  - Szignálok kezelése

## A Posix-kompatibilis operációs rendszerek listája
- BSD
- A/UX
- INTEGRITY
- LynxOS
- macOS
- Minix
- Linux
- QNX
- RTEMS (POSIX 1003.1-2003 Profile 52)
- SkyOS
- Windows NT (pontosabb a "POSIX tulajdonságokat" tartalmazó kifejezés)
- Windows Server 2003 (Amikor a Microsoft Windows Services for UNIX 3.5-ös verzióját használja)
- Windows XP Professional Service Pack 1 vagy későbbi (Amikor a Microsoft SFU 3.5-öt használja)
- Windows 2000 Server or Professional Service Pack 3 vagy későbbi (Amikor a Microsoft SFU 3.5-öt használja)
  - megjegyzés: azért, hogy POSIX kompatibilis legyen a Windows-od, muszáj aktiválnod a megfelelő opciókat a Windows NT és a Windows Server operációs rendszerekben.